# Jesenice község
Jesenice község (szlovén nyelven Občina Jesenice) Szlovénia 212 alapfokú közigazgatási egységének, azaz községének egyike a Gorenjska statisztikai régióban. Adminisztratív központja Jesenice város. A település a történelmi Felső-Krajna régióban, a Felső-Száva-völgy területén fekszik. Északon a Karavankákkal és Ausztriával, délen a Mežakla hegységgel határos.

## A községhez tartozó települések
A községhez Jesenice székhelyen kívül a következő települések tartoznak:
- Blejska Dobrava
- Hrušica
- Javorniški Rovt
- Kočna
- Koroška Bela
- Lipce
- Planina pod Golico
- Plavški Rovt
- Podkočna
- Potoki
- Prihodi
- Slovenski Javornik

## Népesség
| Lakosok száma | 21 738 | 21 780 | 21 566 | 21 433 | 21 309 | 20 945 | 20 713 | 20 714 | 21 168 | 21 519 |
|               | 2008   | 2009   | 2011   | 2012   | 2013   | 2015   | 2016   | 2017   | 2019   | 2020   |